# Väjlen
Väjlen är en sjö i Tingsryds kommun i Småland och ingår i Mieåns huvudavrinningsområde. Sjön har en area på 0,265 kvadratkilometer och ligger 124 meter över havet. Vid provfiske har bland annat abborre, braxen, gers och gädda fångats i sjön.

## Delavrinningsområde
Väjlen ingår i det delavrinningsområde (626285-143631) som SMHI kallar för Ovan 625889-143765. Medelhöjden är 142 meter över havet och ytan är 18,43 kvadratkilometer. Det finns inga avrinningsområden uppströms utan avrinningsområdet är högsta punkten. Avrinningsområdets utflöde Mieån mynnar i havet. Avrinningsområdet består mestadels av skog (66 %) och öppen mark (15 %). Avrinningsområdet har 0,93 kvadratkilometer vattenytor vilket ger det en sjöprocent på 5,1 %.

## Fisk
Vid provfiske har följande fisk fångats i sjön:
- Abborre
- Braxen
- Gärs
- Gädda
- Mört
- Sarv